# Phylica arborea
Phylica arborea Thouars, 1808, nota anche come Island Cape Myrtle, è una pianta floreale della famiglia Rhamnaceae.

## Descrizione
È un arbusto o piccolo albero con foglie strette ed aghiformi di colore verde scuro, con peluria colore argento sul lato inferiore, e con fiori bianco verdognoli terminali.
Solitamente è un arbusto o albero a portamento pendente o prostrato, che può raggiungere i 6–7 m di altezza in luoghi protetti, o in vallette riparate dal vento.

## Distribuzione e habitat
Si trova su varie isole, tra cui il gruppo di Tristan da Cunha e Gough Island, nell'Oceano Atlantico del Sud, così come è presente in isola Amsterdam nell'Oceano Indiano meridionale, dove è l'unica specie di albero esistente.